# Felix-Aguilar-Observatorium
Das Felix-Aguilar-Observatorium (spanisch Observatorio Astronómico Félix Aguilar, OAFA) ist eine traditionelle Sternwarte in La Plata/Argentinien. Das Observatorium wurde nach Félix Aguilar (1884–1943) benannt, einem argentinischen Astronomen und Ingenieur, der von 1919 bis 1921 und von 1934 bis zu seinem Tod Direktor des La Plata Astronomical Observatory war. Auf seine Anregung war 1937 der deutsche Astronom Alexander Wilkens (1881–1968) von Breslau und München  an die Sternwarte in La Plata gekommen.
Der am 10. Oktober 1974 entdeckte, ungefähr 53 Kilometer große, Asteroid des äußeren Hauptgürtels (2311) El Leoncito wurde nach dem Observatorium benannt. Ebenso nach dem Observatorium benannt ist der ungefähr vier Kilometer große Asteroid des inneren Hauptgürtels (3083) OAFA, der am Observatorium am 17. Juni 1974 entdeckt wurde.

## Observatorio Carlos Cesco

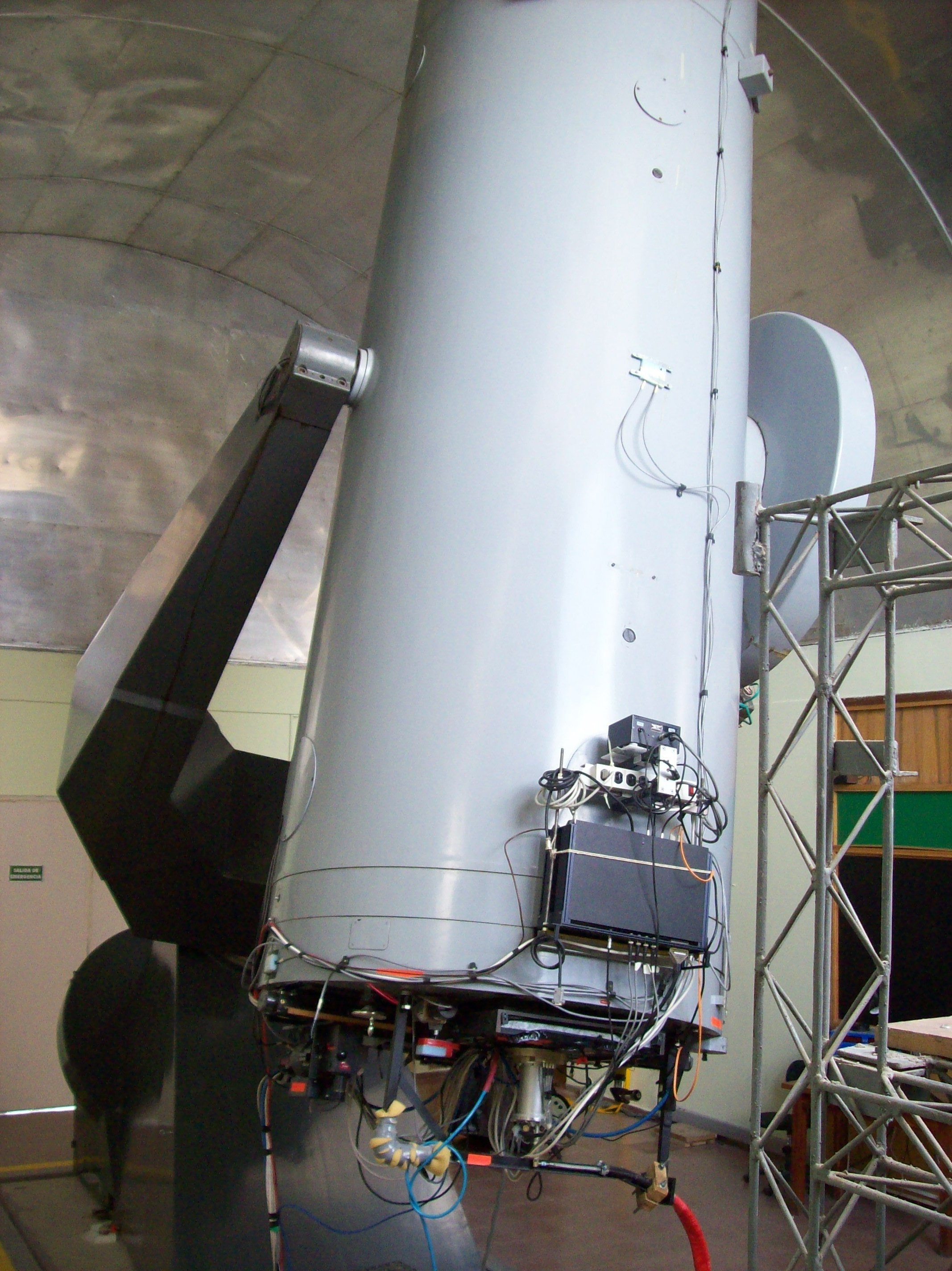
Spiegelteleskop des heutigen Observatorio Carlos Cesco

Gemeinsam mit dem Yale-Columbia Southern Observatory wurde eine Außenstelle, das El Leoncito Observatory, gegründet, welches ab 1965 eine Durchmusterung der südlichen Hemisphäre vornahm. Das Hauptinstrument bestand aus zwei großen Refraktoren mit je 51 cm Öffnung, die einen Doppelastrografen bilden.
Es befindet sich im El Leoncito National Park (Parque Nacional El Leoncito,  31° 48′ S, 69° 20′ W), zwei Kilometer östlich der astronomischen Einrichtung Leoncito in der Provinz San Juan und besitzt den IAU-Observatoriums-Code 808.
Es wurde 1990 zu Ehren des 1987 verstorbenen Astronomen Carlos Ulrrico Cesco in Observatorio Carlos Cesco umbenannt. Das Minor Planet Center schreibt der Sternwarte zahlreiche Entdeckungen von Asteroiden zu. Sie verfügt auch über ein neueres 76-cm-Spiegelteleskop.